# Fighting the World
Fighting the World (englisch etwa für „Kampf gegen die Welt“) ist das fünfte Studioalbum der US-amerikanischen True-Metal-Band Manowar und wurde am 14. Mai 1987 veröffentlicht.

## Entstehung
Kurz nach Veröffentlichung von Sign of the Hammer verloren Manowar ihren Plattenvertrag mit 10 Records. Die Suche nach einer Plattenfirma gestaltete sich schwierig, erst nach eineinhalb Jahren wurde die Band bei dem Major-Label Atlantic Records fündig. Die Anbindung an ein Major-Label kam der Produktion zugute: Fighting the World ist wesentlich besser produziert als die Vorgängeralben. Es wurde als erstes Metal-Album vollständig digital aufgenommen, was sich laut Marc Halupczok vom deutschen Metal Hammer „natürlich auf den Sound auswirkte“, und stellt nach Ansicht des Manowar-Sängers Eric Adams die Geburt eines neuen Metal-Klangs dar. Der weltweite Vertrieb ermöglichte der Band endgültig den Durchbruch.
Alle Titel wurden von Joey DeMaio geschrieben. Die Abbildungen auf dem Cover wurden von Ken Kelly geschaffen, der von diesem Album bis zu seinem Tod im Jahre 2022 für die Illustrationen zuständig war.
2008 erhob der Gitarrist Ross „The Boss“ Friedman, Mitglied der Fighting-the-World-Besetzung, den Vorwurf, das Schlagzeug des Albums sei mit einem Drumcomputer aufgenommen worden, weswegen sich der nominelle Schlagzeuger Scott Columbus zu keinem Zeitpunkt der Aufnahmen im Studio aufgehalten habe.

## Titelliste
1. Fighting the World – 3:46
2. Blow Your Speakers – 3:36
3. Carry On – 4:08
4. Violence and Bloodshed – 3:59
5. Defender – 6:01
6. Drums of Doom – 1:18 (Instrumental)
7. Holy War – 4:40
8. Master of Revenge – 1:31
9. Black Wind, Fire and Steel – 5:17

Alle Titel wurden von Joey DeMaio geschrieben.

## Songinformationen
- Blow Your Speakers wurde von dem Fernsehsender VH1 zu einem der 40 Most Awesomely Bad Metal Songs (40 am überwältigendsten schlechten Metal-Songs) gewählt, möglicherweise wegen seines gegen kommerzielle Radio- und Musikfernsehsender gerichteten Textes.[4]
- Defender ist eine Neuaufnahme des Lieds von der A-Seite der gleichnamigen Single. Die gesprochenen Passagen stammen von Orson Welles, der zwei Jahre vor Veröffentlichung von Fighting the World starb.
- Für Drums of Doom wurden zusätzliche Schlaginstrumente, die von Vince Gutman gespielt wurden, aufgenommen.

## Trivia
- Die deutsche Band Mystic Prophecy hat 2003 auf dem Album Regressus als Bonustitel das Lied Fighting the World gecovert.
- Die deutsche Fun-Metal-Band J.B.O. hat 1995 auf dem Album Explizite Lyrik das Lied Carry On parodiert. Bei J.B.O. heißt das Lied daher J.B.O. und handelt davon, wie sich die Band formiert hat (in Bezug zum Lied Manowar, welches ebenfalls vom Beginn der Band handelt).
- Ebenso hat die deutsche Mittelalterspaßband Feuerschwanz das Lied Carry On parodiert. Bei ihnen heißt das Stück Feuerschwanz und ist als versteckter Titel auf dem Album Prima Nocte vertreten.
- Das Album erhielt im Jahre 1994 eine Goldene Schallplatte für 250.000 verkaufte Exemplare. Damit erhielten Manowar ihre erste Goldene Schallplatte.